# ریچارد اردمن
ریچارد اِردمان (انگلیسی: Richard Erdman؛ زادهٔ ۱ ژوئن ۱۹۲۵ – ۱۶ مارس ۲۰۱۹) بازیگر و کارگردان اهل ایالات متحده آمریکا بود. وی در بیش از ۱۶۰ فیلم و تولیدات تلویزیونی و تئاتر از سال‌های ۱۹۴۴ تا ۲۰۱۷ به ایفای نقش پرداخت.

## فیلم‌شناسی
از فیلم‌ها یا برنامه‌های تلویزیونی که وی در آن نقش داشته است، می‌توان به بازداشتگاه شماره ۱۷، ترنسرها، بلو گاردنیا و مرد عنکبوتی: چالش اژدها اشاره کرد.